# Juckreiz (Band)
Juckreiz ist eine deutsche, 1980 in Magdeburg gegründete Band, deren Musik an der Neuen Deutschen Welle vermischt mit einigen Reggae-Sequenzen orientiert war.

## Bandgeschichte
Der erste Auftritt der Band war am 27. April 1982 im Magdeburger „Flora-Club“. Beim Schlagerfestival „Goldener Rathausmann“ in Dresden 1983 wurde sie zum Publikumsliebling und erreichte den zweiten Platz. 1985 ging Sprawe zu Smokings Rockshow. 1988 absolvierte die Band eine Tournee in die Sowjetunion. Mit ihren sozialkritischen Titeln Marionetten, Berlin, du wirst uns viel zu teuer, Stempelsong und Nachrichtensprecher waren sie dem Entzug ihrer Spielerlaubnis nahe.
Komponist der Band war Ruschak; die Texte stammten von Sprawe und Ruschak.
Seit 1993 tourt die Band mit Peter Schilling, Markus, Joachim Witt, Frl. Menke, UKW und Geier Sturzflug bei diversen NDW-Partys.

## Diskografie

### Alben
- 1984 Kleeblatt No. 11 – Junge Rockbands (Split-Album mit Zwei Wege, Prinzz und Mona Lise)
- 2007 Zeck-zoff, Trouble en Masse – Die größten Hits

### Veröffentlichungen auf Kompilationen
- 1983 Sticker aus Tallin
- 1983 FKK
- 1984 Zeck-zoff, Trouble en masse
- 1984 Jahrmarkt der Eitelkeit
- 1984 Ich hab mich grad so an dich gewöhnt
- 1985 Ich esse deine Suppe nicht
- 1996 Balaton
- 1996 Sticker aus Tallin
- 2003 Da muss ein Mann her
- 2004 Komm zurück zu mir
- 2005 Alles paletti